# Nut art
Нат-арт (англ. Nut art)—движение современного искусства, сосредоточенное в Северной Калифорнии, которое процветало главным образом в конце 1960-х и начале 1970-х годов. Термин «Нат-арт» был придуман художником Роем Де Форестом (в разговоре с писателем Дэвидом Заком), чтобы описать подход к созданию искусства, который сочетал юмор наряду с фантасмагорией.
Дэвид Зак, который преподавал в Университете искусств Сан-Франциско в 1960-х годах написал серию анонимных статей в национальных и международных журналах, описывая данное движение, что способствовало его распространению.

## Специфика движения
По словам Де Фореста, художники Нат-арта стремятся создать миры фантазий, отражающие их собственные причуды и эксцентричность. Движение Нат-арт уделяло большое внимание развивающимся ви́дениям, созданию новых персонажей и личных мифологии.  (Среди этих персонажей была персона Ральфа «Собачка» Динсмор, используемая самим Де Форестом).
Как и в случае с концептуальным искусством, идея или основополагающее понятие были первостепенными в нат-арте. В результате творческая деятельность художников нат-арта не была ограничено стилем или средой, что позволило движению охватить появившееся форматы, такие как перфоманс, внедрение текстовых фрагментов и аппроприация, совмещая их с более традиционными: живописью, фотографией и скульптурой. Из-за акцента на концепции и юморе, нат-арт объединял как профессиональных художников, так и художников без академического художественного образования.
Нат-арт также акцентирует роль процесса создания произведения, что являлось центральным принципом живописи действия.

## Последователи
Помимо Роя Де Фореста, к данному течению относятся следующие художники: Роберт Арнесон, Клейтон Бэйли (а также альтер эго Бэйли, доктор Гладстон), Виктор Цицанский (альтер эго Виктор Керамский), Роберт Камминг, Лоуэлл Дарлинг, Бетти Дж. Бэйли, Джек Форд, Дэвид Гилхули, Джерри Гуч, Линда Реннер, Питер Сол, Салли Сол, Гарольд Шлотжауэр, Ричард Шоу, Ирв Теппер, Крис Унтерзехер, Питер Ванденберге, Франклин Уильямс, Майя Зак (альтер эго Майя Вуф ) и Дэвид Зак. Одна из первых совместных выставок данных художников была организована Клейтоном Бейли и  проведена в 1972 году в Калифорнийском государственном университете Хейварда. В 2017 году художники вновь показали работы с данной выставки в Parker Gallery. Художники данного движения также часто проводили выставке в галерее Candy Shop, где выставки превращались в настоящие вечеринки.

## См.также
- Плохая живопись
- Фанк-арт
- Живопись действия